# Hormius capensis
Hormius capensis är en stekelart som beskrevs av Karl-Johan Hedqvist 1963. Hormius capensis ingår i släktet Hormius och familjen bracksteklar. Inga underarter finns listade i Catalogue of Life.